# Saul of the Mole Men
Saul of the Mole Men è una serie televisiva statunitense del 2007, creata da Craig Lewis.
Descritta come "[la versione] ultra-patriottica de La valle dei dinosauri ambientata al centro della Terra", la serie è caratterizzata dal non sequitur.
La serie è incentrata su Saul Malone che, durante una spedizione scientifica al centro della Terra, si imbatte in una strana civiltà di Uomini Talpa, portandola alla distruzione.
La serie è stata trasmessa per la prima volta negli Stati Uniti su Adult Swim dall'11 febbraio al 15 luglio 2007, per un totale di 20 episodi ripartiti su una stagione.

## Trama
Durante una spedizione verso il centro della Terra, scavando in profondità con il loro modulo di perforazione sotterraneo, l'equipaggio STRATA viene colpito dai detriti e la loro nave rimane paralizzata. Gli unici sopravvissuti sono Saul Malone, un robot controllato da un cervello umano e l'insulso musicista Johnny Tambourine, che è cosciente ma intrappolato in una capsula di ibernazione. Malone si ritrova presto in un mondo sotterraneo popolato da "uomini talpa" e "pipistrelli uccello", oltre ad altri personaggi misteriosi come "Pancake fluttuante" e "Chinacula". Sebbene sia stato tagliato da ogni contatto col mondo in superficie, Saul è euforico, credendo di trovare prove sotto la superficie per la sua teoria secondo cui ci sono rocce senzienti discese da un'enorme "roccia madre". Terrorizzato dagli uomini talpa, Saul impala impulsivamente il loro re usando il trasmettitore STRATA. Con la morte del loro re, si scatena una lotta di potere tra i suoi due figli: il più vecchio (ma corpulento e corrotto) Bertrum Burrows e il nobile Clancy Burrows. Saul non riesce a inviare un segnale corretto alla STRATA prima che il trasmettitore venga distrutto. Tuttavia, incontra una roccia parlante che afferma di essere la roccia madre. Quest'ultima ispira Saul a guidare gli uomini talpa, che nel frattempo si sono rivolti al voto popolare in cerca di un nuovo re. Saul viene facilmente sconfitto da entrambi i fratelli Burrows, che a loro volta perdono contro un incapace Johnny Tambourine.

## Episodi
| Stagione       | Episodi | Prima TV USA | Prima TV Italia |
| -------------- | ------- | ------------ | --------------- |
| Prima stagione | 20      | 2007         | inedita         |

## Personaggi e doppiatori

### Personaggi principali
- Saul Malone, interpretato da Josh Gardner.
- Todd Rogers, interpretato da Peter Girardi.
- Bertrum Burrows, interpretato da Hugh Davidson.
- Clancy Burrows, interpretato da Jeff Bennett e Jonah Ray.
- Primo operatore STRATA, interpretato da Dana Snyder.

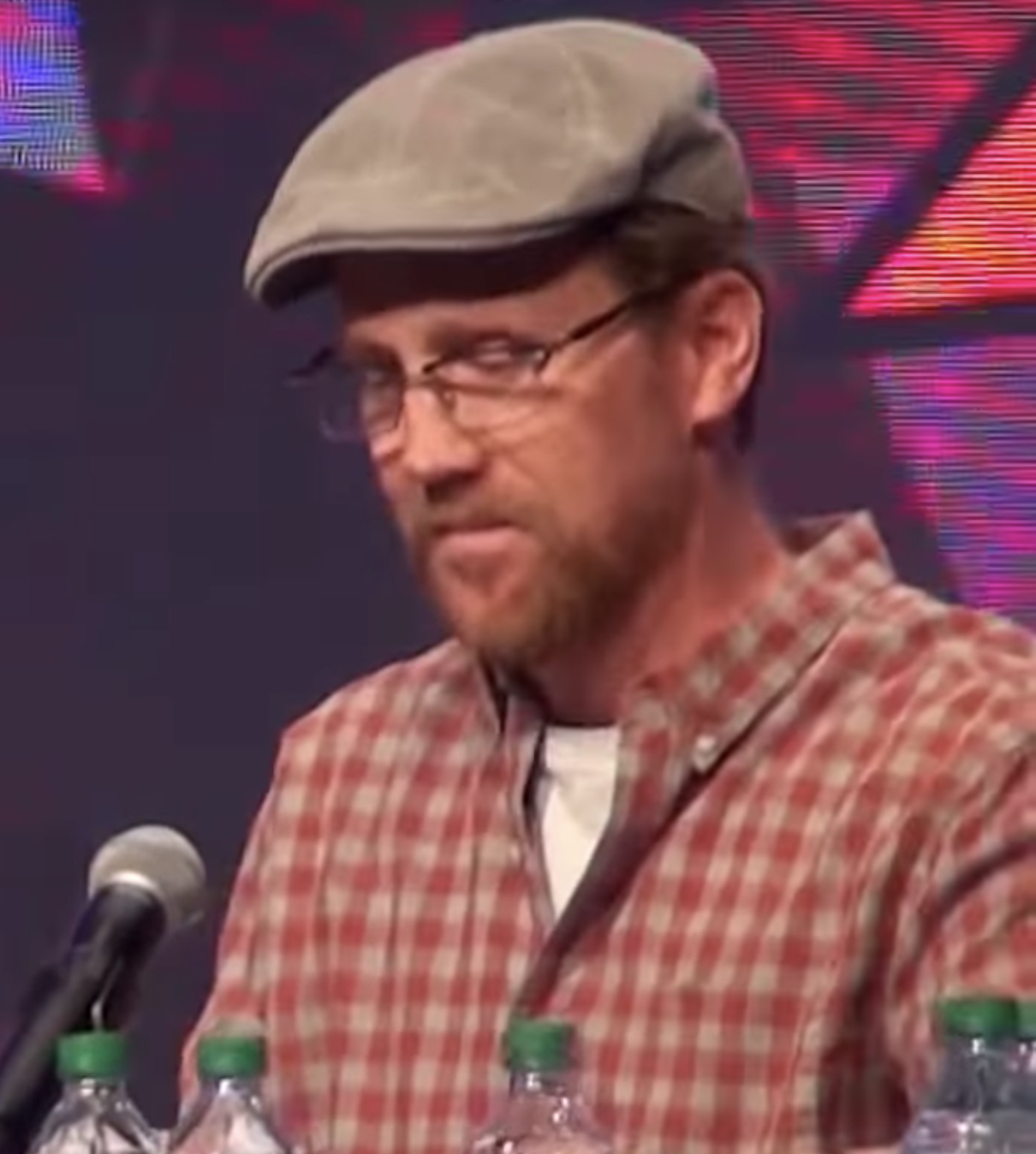
Jeff Bennett al SLCC FanX nel 2017
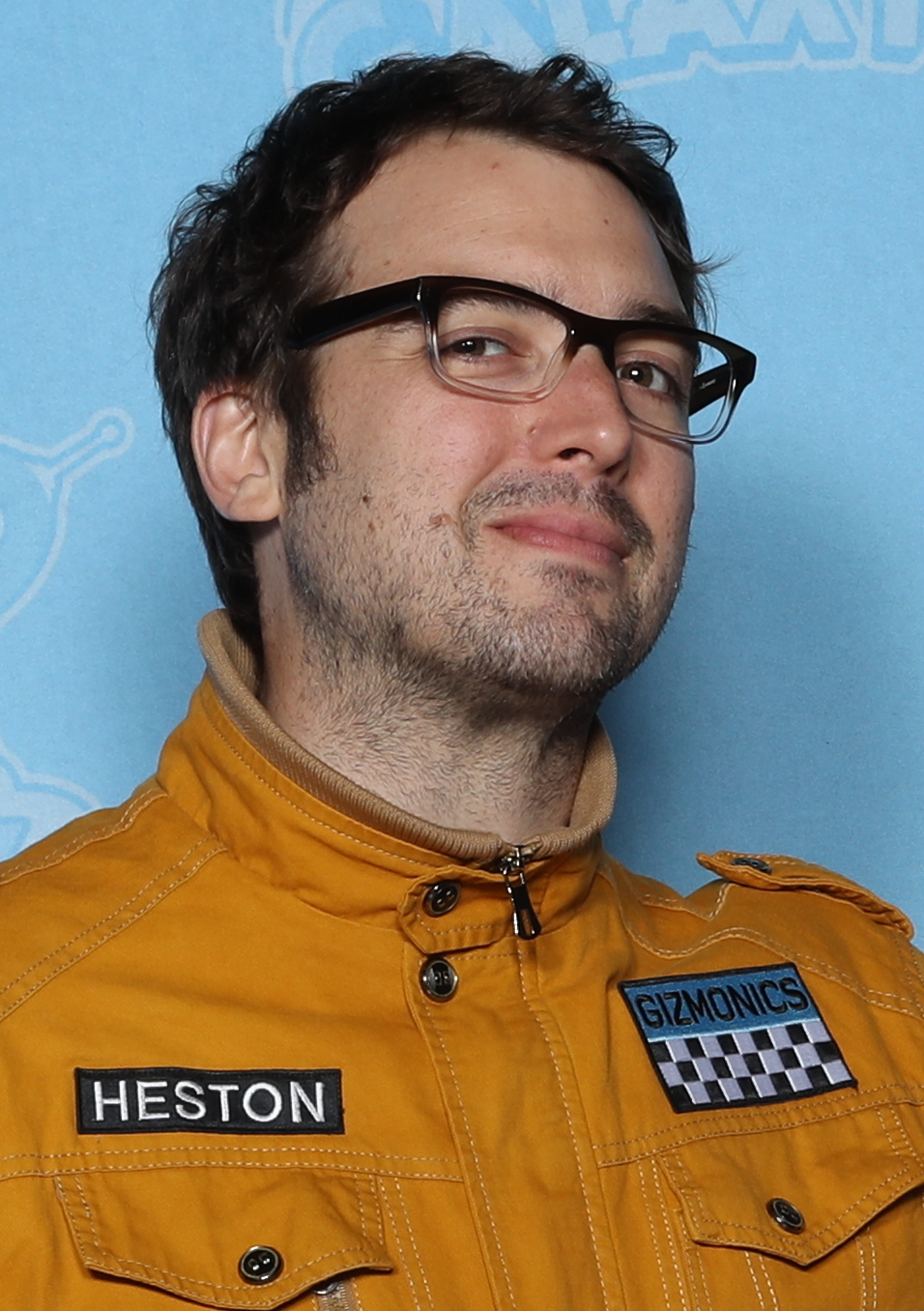
Jonah Ray al GalaxyCon Raleigh nel 2019
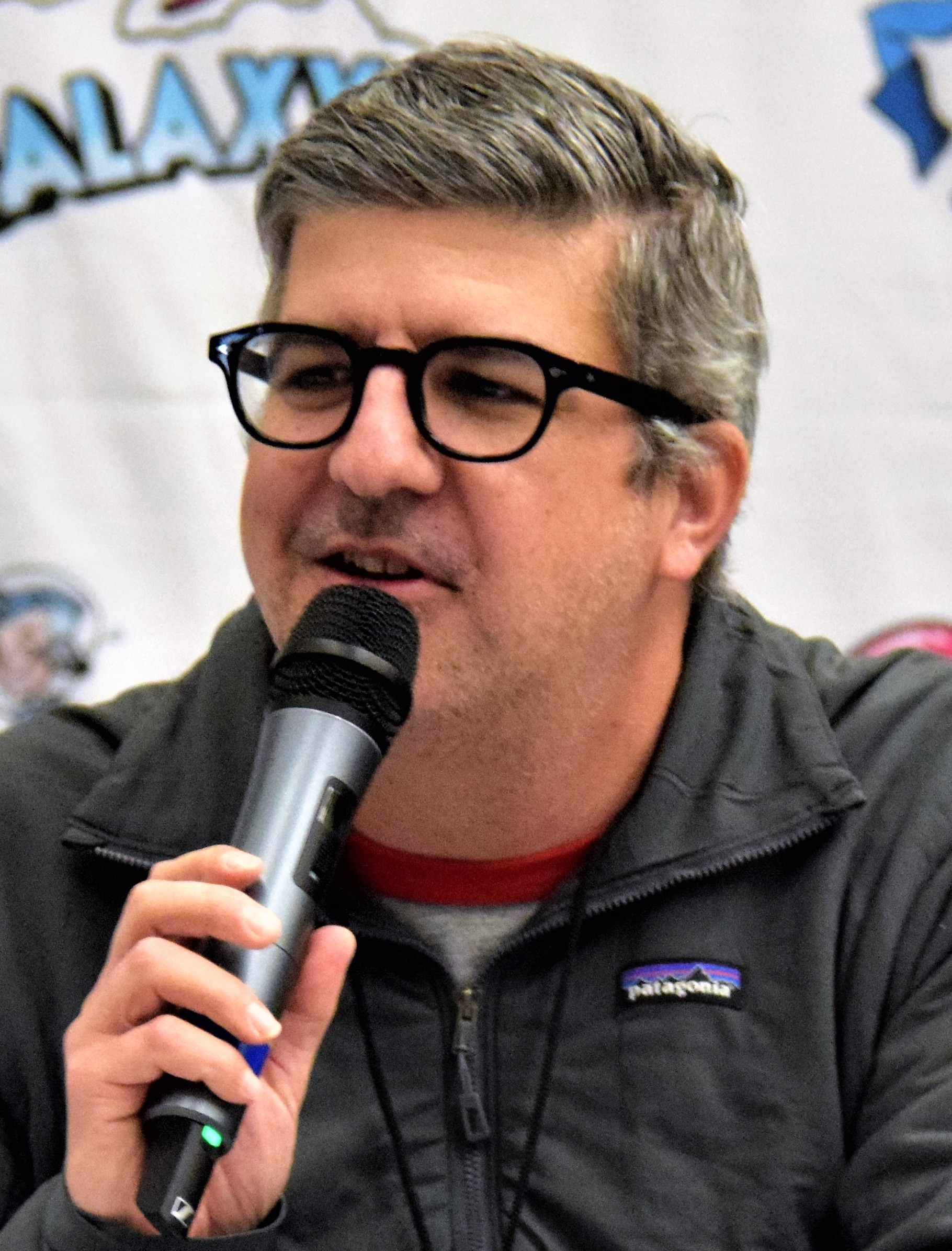
Dana Snyder al GalaxyCon Richmond nel 2020

### Personaggi ricorrenti
- Robot, interpretato da Frank Potenza.
- Mole Man, interpretato da Kevin Almeida.
- Fallopia, interpretata da Irina Voronina.
- Lil' Lil Burrows, interpretato da Arturo Gil.
- Secondo operatore STRATA, interpretato da Gary Anthony Williams.
- Stromulus Guandor, Birdbat Leader, interpretato da Carlos Alazraqui.

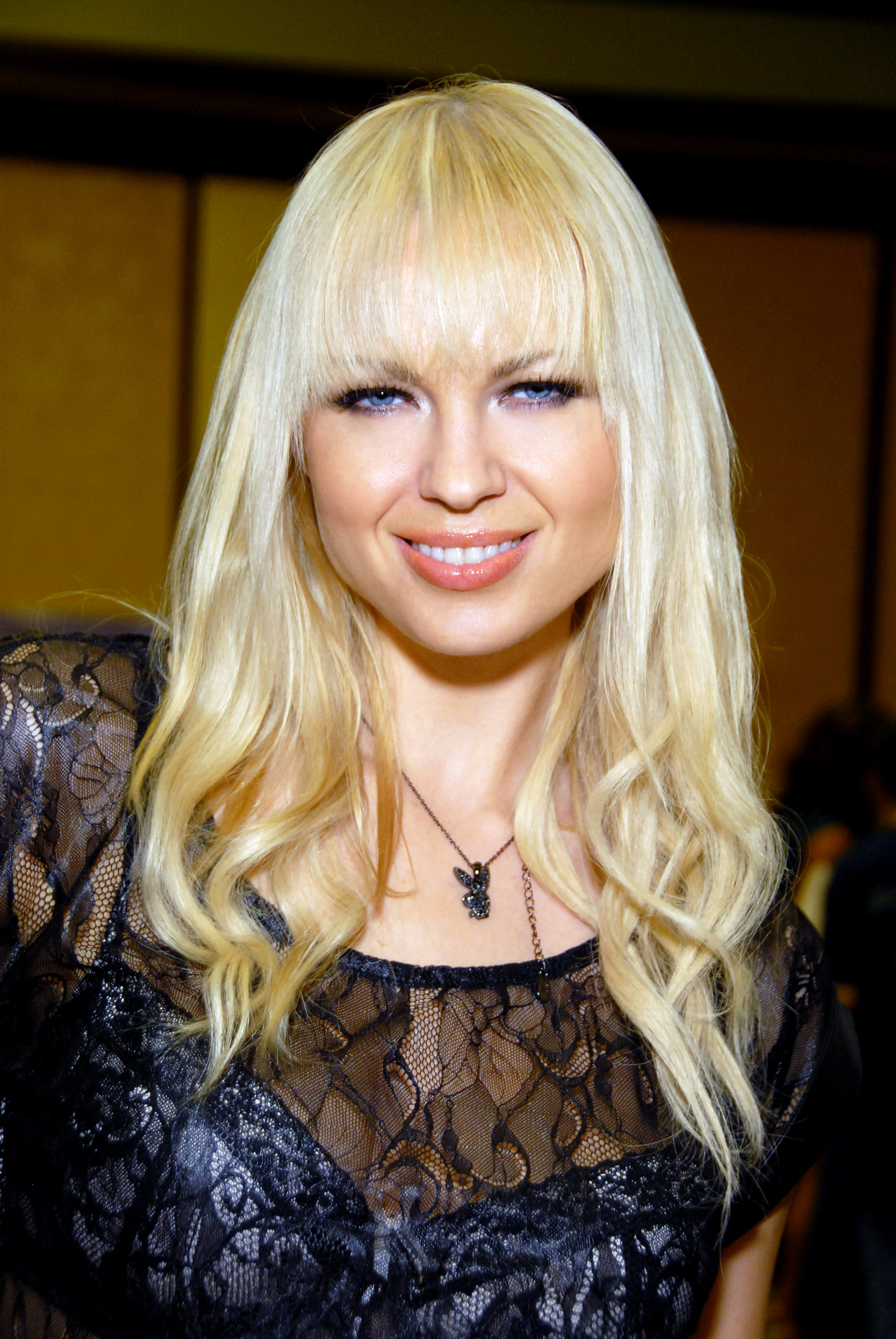
Irina Voronina nel 2011
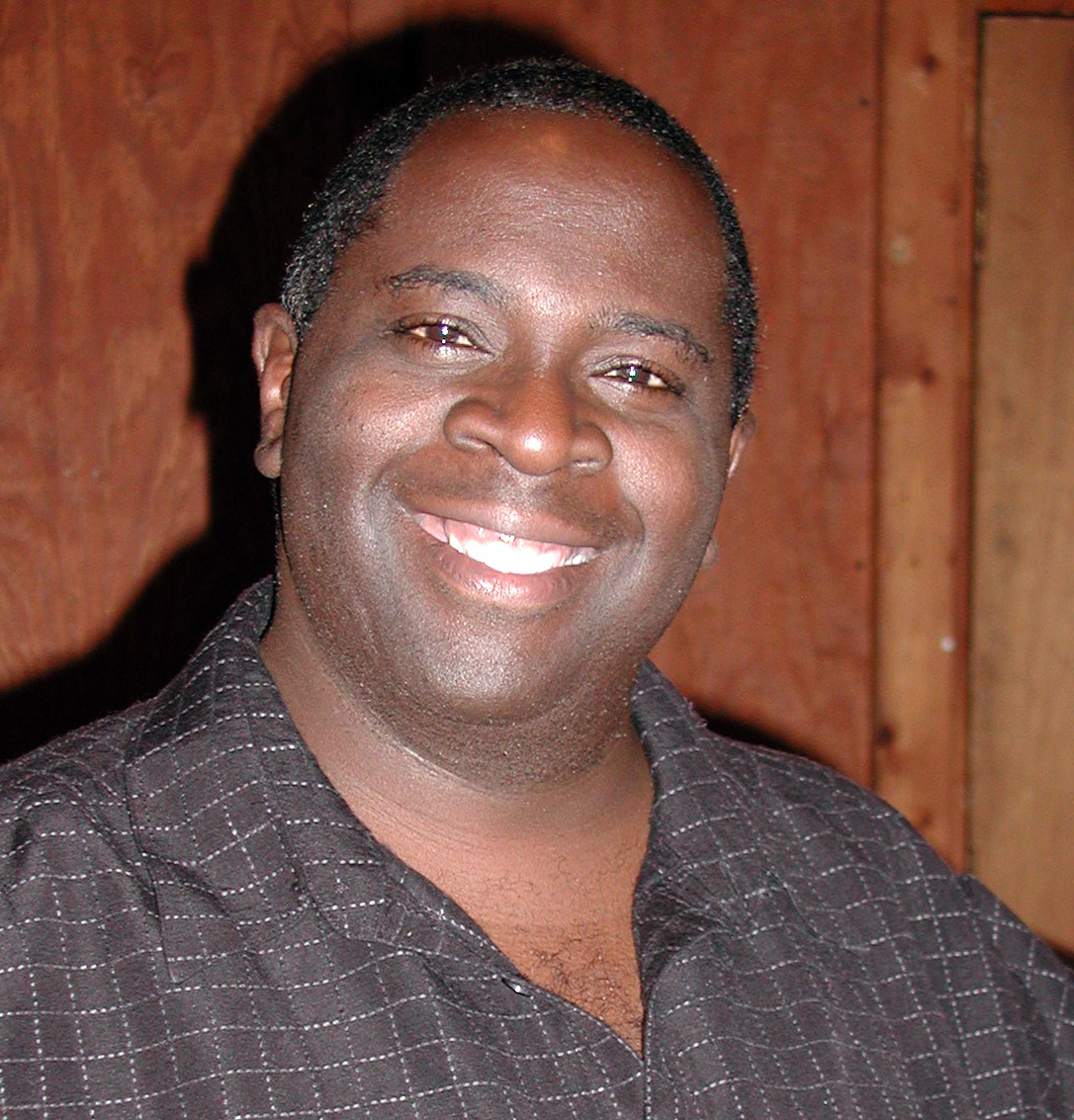
Gary Anthony Williams nel 2007
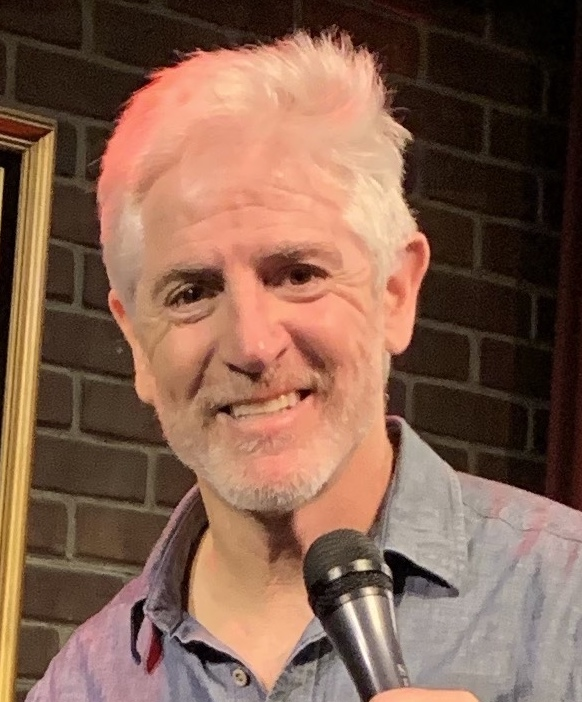
Carlos Alazraqui al Flappers Comedy Club nel 2019

### Personaggi secondari
- Kiko the Mute Wildboy, interpretato da Dana Snyder.
- Capitano Jim J. James, interpretato da Hugh Davidson.
- Tenente Jen E. James, interpretata da Paige Peterson.

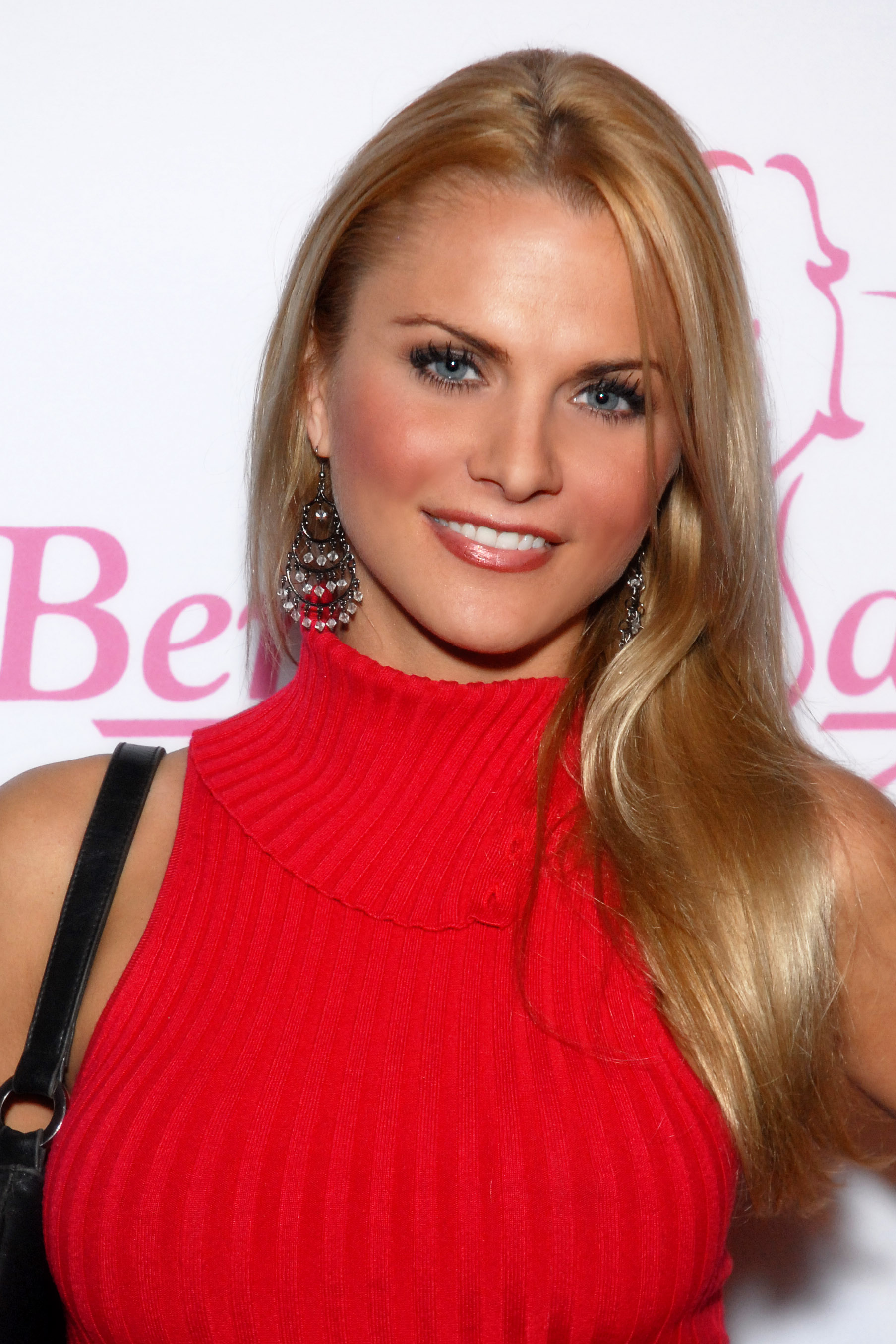
Paige Peterson nel 2008

## Distribuzione

### Trasmissione internazionale
- 11 febbraio 2007 negli Stati Uniti d'America su Adult Swim;
- 2007 nel Regno Unito su Bravo;[2]
- 16 maggio 2009 in Canada su Teletoon at Night;[3]
- 21 febbraio 2013 in Russia su 2x2.

## Citazioni e riferimenti
Saul Malone è presente nell'episodio Devo andare... de Gli amici immaginari di casa Foster in cui Frankie sta portando un pacco indirizzato a lui, il cui indirizzo è 1134 Williams Street, un riferimento alla società di produzione Williams Street che ha prodotto Saul of the Mole Men.
L'episodio The Poor Clancy's Almanack della serie ha ispirato lo speciale Young Person's Guide to History di Adult Swim.